# زن روغن‌کنجدساز
زن روغن‌کنجدساز (انگلیسی: Woman Sesame Oil Maker) یک فیلم به کارگردانی شی فی است که در سال ۱۹۹۳ منتشر شد. این فیلم برنده خرس طلایی از جشنواره فیلم برلین شده‌است.